# Oreobates heterodactylus
Oreobates heterodactylus é uma espécie de anfíbio da família Craugastoridae. Pode ser encontrada na Bolívia e no Brasil.